# 松本勝正
松本 勝正（まつもと かつまさ）は、日本の地方公務員、国土交通技官。和歌山大学助教授や、国土交通省国営明石海峡公園事務所長、神奈川県環境農政局都市緑地担当部長、さいたま市副市長等を歴任した。

## 人物・経歴
大阪府立富田林高等学校を経て、1985年筑波大学第三学群社会工学類都市計画主専攻卒業、建設省入省。1996年から特定非営利活動促進法の策定・施行を担当し、1998年に和歌山大学地域共同研究センター助教授に着任後は、和歌山県での中間支援組織の設立にあたった。
国土交通省近畿地方整備局国営明石海峡公園事務所長や、都市再生機構東日本支社東日本公園事務所副所長等を経て、2013年東洋大学大学院経済学研究科公民連携専攻修了。
滋賀県土木交通部技監、安心と活力の地域づくり担当兼総合政策部技監、未来成長拠点形成担当や、神奈川県環境農政局兼神奈川県県土整備局都市緑地担当部長を経て、2017年さいたま市技監兼東日本中枢都市まちづくり担当監。
同年からさいたま市副市長を務め、都市局、建設局、経済局、環境局、農業委員会事務局や、公民連携などを担当し、埼玉高速鉄道の延伸などにあたった。2019年国土交通省大臣官房付。同年退官、一般財団法人全国建設研修センター上席調査役。